# Blauwnekpitta
De blauwnekpitta (Hydrornis nipalensis; ook wel Pitta nipalensis ) is een vogelsoort uit de familie van pitta's (Pittidae).

## Kenmerken
De blauwnekpitta is 25 cm lang en een vrij grote vertegenwoordiger van de familie Pittidae. Het mannetje van de blauwnekpitta heeft een blauwe vlek achter op de kop, oranjegele borst en bleekblauwe rug en stuit. Het vrouwtje heeft een groene vlek op de kop waar het mannetje blauw is.

## Leefwijze
Hoewel de pitta kan vliegen, geeft hij er doorgaans de voorkeur aan om op de grond te blijven. Hun voedsel vinden ze op bosbodem en bestaat uit ongewervelde dieren zoals insecten (vaak mieren) en slakken maar ook wel kleine hagedissen.

## Verspreiding en leefgebied
De blauwnekpitta komt voor in Zuidoost-Azië en telt twee ondersoorten:
- H. n. nipalensis: van centraal Nepal, zuidoostelijk Tibet en noordoostelijk India tot Bangladesh en Myanmar.
- H. n. hendeei: oostelijk Myanmar, noordelijk Thailand, Laos en noordelijk Vietnam.

Het is een zeldzame vogel van vochtig tropisch regenbos en heuvellandbos tot een hoogte van 1800 m boven de zeespiegel.

## Status
De grootte van de populatie is niet gekwantificeerd, maar er is geen aanleiding te veronderstellen dat de soort bedreigd in zijn bestaan, daarom staat de blauwnekpitta als niet bedreigd op de Rode Lijst van de IUCN.